# Heinrich Unverhau
Heinrich Unverhau, född 26 maj 1911 i Vienenburg, var en tysk SS-Unterscharführer och delaktig i Aktion T4 och Operation Reinhard.

## Biografi
Heinrich Unverhau utbildade sig ursprungligen till rörmokare, men övergav detta yrke då han vid en arbetsplatsolycka miste synen på höger öga. Under några år verkade han som musiker i Stahlhelms musikkapell. Senare avlade han sjuksköterskeexamen och tjänstgjorde från 1938 vid sjukhuset i Neuruppin. I januari 1940 knöts Unverhau till Aktion T4, kodnamnet för Nazitysklands eutanasiprogram, inom vilket omkring 70 000 personer med psykiska och fysiska funktionshinder mördades. Han verkade vid eutanasianstalterna i Hadamar och Grafeneck, där han förde patienterna till gaskamrarna, ventilerade kamrarna efter gasningen samt kremerade de mördades lik. Efter protester från bland annat Katolska kyrkan avbröts Aktion T4 på Adolf Hitlers order i augusti 1941 och Unverhau kommenderades till östfronten, där han inom ramen för Organisation Todt transporterade sårade soldater.
I juni 1942 kom Unverhau till förintelselägret Bełżec i Generalguvernementet. Han hade där ansvar för de förråd, där offrens kläder och ägodelar sorterades och förvarades i väntan på transport till Lublin. Till en början begravdes de mördades lik i stora massgravar, men från december 1942 brändes kropparna på gigantiska likbål. I juni 1943 förflyttades Unverhau till förintelselägret Sobibór, där han bland annat övervakade när de till lägret nyanlända fångarna klädde av sig. I oktober samma år gjorde en grupp fångar uppror i Sobibór och dödade tolv SS-män. Lägret stängdes kort därefter och Unverhau kommenderades till Operationszone Adriatisches Küstenland, där han inom ramen för Sonderabteilung Einsatz R deltog i bland annat partisanbekämpning.
Unverhau greps i april 1945 och hamnade i krigsfångenskap. Han släpptes i september samma år och återupptog sitt yrke som musiker. Han greps ånyo 1949 för sin inblandning i Aktion T4 och placerades i undersökningshäkte. Han frisläpptes på nytt och kom att tjänstgöra som sjukvårdare vid sjukhuset i Königslutter. Vid Bełżecrättegången 1963–1965 åtalades Unverhau för medhjälp till mord i 360 000 fall. Han förnekade inte att han hade varit inblandad i massmorden, men skyllde på att han endast lytt order och inte haft något annat val. Hamburgs tingsrätt tog hänsyn till detta och lade ned åtalet. År 1965 ställdes han inför rätta vid Sobibórrättegången och åtalades för medhjälp till mord i cirka 72 000 fall, men han frikändes.